# 甘肃黄耆
甘肃黄耆（学名：Astragalus licentianus）为豆科黄芪属的植物，是中国的特有植物。分布在中国大陆的甘肃、青海等地，生长于海拔3,000米至4,500米的地区，常生长在高山沼泽草地，目前尚未由人工引种栽培。